# Julie Sanders
Pour les articles homonymes, voir Sanders.
Julie Sanders, (née le 10 mai 1968) est une angliciste et universitaire britannique. Elle est principale de Royal Holloway, Université de Londres depuis 2022.

## Biographie
Julie Sanders obtient son diplôme au Girton College, puis un master et un doctorat à l'université de Warwick. Elle fréquente l'université Ca' Foscari de Venise et l'université de Californie à Berkeley. En 1995, elle est nommée lectrice à l'université de Keele puis en 2004 rejoint l'université de Nottingham où elle dirige le département de littérature et d'art dramatique anglais. Elle dirige la faculté d'anglais de 2010 à 2013 et a ensuite été détachée pendant deux ans sur le campus en coentreprise de Ningbo, en Chine, en tant que vice-présidente, lançant le premier centre du Conseil de recherches en arts et sciences humaines en Chine pour le droit d'auteur numérique et la recherche en informatique. En 2015, Julie Sanders est nommée vice-chancelière adjointe de la faculté des sciences humaines et sociales de l'université de Newcastle, puis elle occupe le poste de vice-chancelière adjointe de l'université de 2017 à 2022. 
En 2022, elle est nommée principale de Royal Holloway, Université de Londres.

## Activités institutionnelles
Sanders a été membre du comité d'experts de l'émission In Our Time de BBC Radio 4 pour « L'Anatomie de la mélancolie », « L'histoire de la métaphore », « La tragédie de la vengeance élisabéthaine – théâtre du sang », « Les Poètes métaphysiques – sexe et mort au XVIIe siècle » et « Littérature pastorale – l'idéalisation romantique de la campagne »,,,,.
Sanders reçoit en 2012 le prix Rose Mary Crawshay de la British Academy pour l'érudition internationale des femmes,.

## Publications
- Adaptation and Appropriation, Milton Park, Abingdon, Oxon, coll. « The new critical idom », 2016 (ISBN 978-1315737942)
- The Cultural Geography of Early Modern Drama, 1620–1650, Cambridge University Press, 2014 (ISBN 978-1107463349)
- Ben Jonson in Context, Cambridge University Press, coll. « Literature in context », 2014 (ISBN 978-1107637092)
- The Cambridge Introduction to Early Modern Drama, 1576–1642, Cambridge, England, coll. « Cambridge Introductions to Literature. », 2014 (ISBN 978-1139004930)
- Novel Shakespeares: Twentieth-century women novelists and appropriation, New York, 2002 (ISBN 9780719058158)
- Caroline Drama: The Plays of Massinger, Ford, Shirley, and Brome, Northcote House, in association with the British Council, coll. « Writers and their work. », 1999 (ISBN 9780746308776)